# Hekla
Hekla je vulkan visine 1491 m koji se nalazi na jugu Islanda.
Najaktivniji je vulkan na Islandu s preko 20 erupcija zabilježenih od 874. godine. Tijekom srednjeg vijeka Islanđani su vulkan zvali „Vrata pakla".
Hekla je dio 40 km dugačkoga vulkanskog lanca. Najaktivniji je dio tog lanca koji obuhvaća područje dugačko oko 5,5 km sama Hekla. Izgleda kao prevrnuti čamac kojemu je dno u stvari niz kratera od kojih su dva najaktivnija.
Hekla je posebna ne samo zbog toga što nije pravi stratovulkan, nego i po tome što proizvodi uglavnom bazaltski andezit umjesto bazalta poput većine islandskih vulkana. 

## Vanjske poveznice
|  | Zajednički poslužitelj ima još gradiva o temi Hekla |